# San Adrián del Valle (kommun)
San Adrián del Valle är en kommun i Spanien.   Den ligger i provinsen Provincia de León och regionen Kastilien och Leon, i den nordvästra delen av landet, 250 km nordväst om huvudstaden Madrid. Antalet invånare är 123.